# Rainer Köttgen
Rainer Köttgen (* 29. Januar 1941) ist ein deutscher Jurist. Er war Beamter und dann Staatsrat in Bremen.

## Biografie
Köttgen studierte nach seinem Abitur in den 1960er Jahren Rechtswissenschaften. Er war danach Assessor im niedersächsischen Kultusministerium. 1976 erhielt er die Stelle eines Planungsreferenten beim Wissenschaftssenator in Bremen unter Senator Horst Werner Franke (SPD). Er erarbeitete das erste Bremische Hochschulgesetz. 1979 wurde er Leiter der neuen Abteilung Forschung. 1985 übernahm er die Leitung der zusammengelegten Abteilungen Hochschulen und Forschung. 1995 übertrug ihm Senatorin Bringfriede Kahrs (SPD) die Hauptabteilung Wissenschaft, Kultur und Sport. Den Ausbau und die Entwicklung der Hochschul- und Forschungslandschaft in Bremen hat er mitgeprägt.
1999 erfolgte seine Berufung zum Staatsrat beim Senator für Bildung und Wissenschaft als Vertreter von Senator Willi Lemke, (SPD). 2006 ging er in den Ruhestand, ihm folgte Göttrik Wewer in dem Amt. In seiner Zeit als Abteilungsleiter und Staatsrat wurde das Alfred-Wegener-Institut (AWI), das Zentrum für angewandte Raumfahrttechnologie und Mikrogravitation mit dem Fallturm, das Max-Planck-Instituts für marine Mikrobiologie, das Zentrum für marine Tropenökologie (ZMT), das Fraunhofer-Instituts für Fertigungstechnik und Angewandte Materialforschung (IFAM) gegründet und die Jacobs University Bremen entstand.